# Dolichopoda annae
Dolichopoda annae är en insektsart som beskrevs av Boudou-saltet 1973. Dolichopoda annae ingår i släktet Dolichopoda och familjen grottvårtbitare. Inga underarter finns listade i Catalogue of Life.